# Maia (freguesia in Maia)
Maia was tot 2013 een plaats (freguesia) in de Portugese gemeente Maia en telt 9816 inwoners (2001). De plaats is opgegaan in Cidade da Maia.